# ماریت الوفوس
ماریت الوفوس (انگلیسی: Marit Elveos؛ زادهٔ ۴ مهٔ ۱۹۶۵) اسکی‌باز صحرانوردی اهل نروژ است. ماریت الوفوس در مسابقات بین‌المللی صحرانوردی و اسکی‌بازی شرکت کرده و در مسابقات مختلفی از جمله مسابقات قطبی و رالی‌های صحرایی موفقیت‌های چشمگیری را کسب کرده است.